# Nghệ thuật dân gian

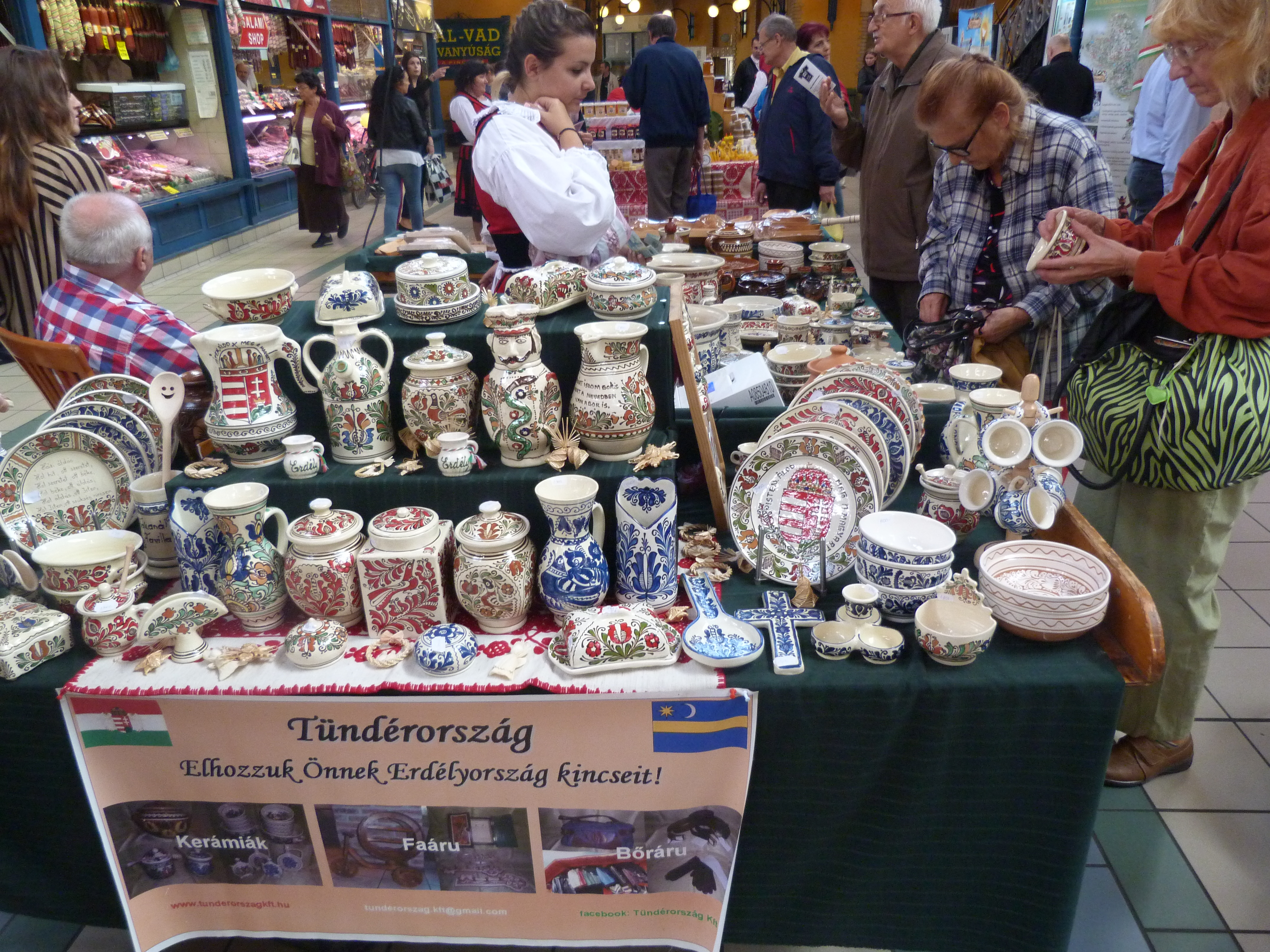
Phong cách truyền thống của gốm sứ từ Székely Land, Romania, được bán tại Budapest vào năm 2014. Một ý tưởng thông thường của nghệ thuật dân gian, mặc dù không có nghi ngờ gì được thực hiện trong điều kiện bán công nghiệp.

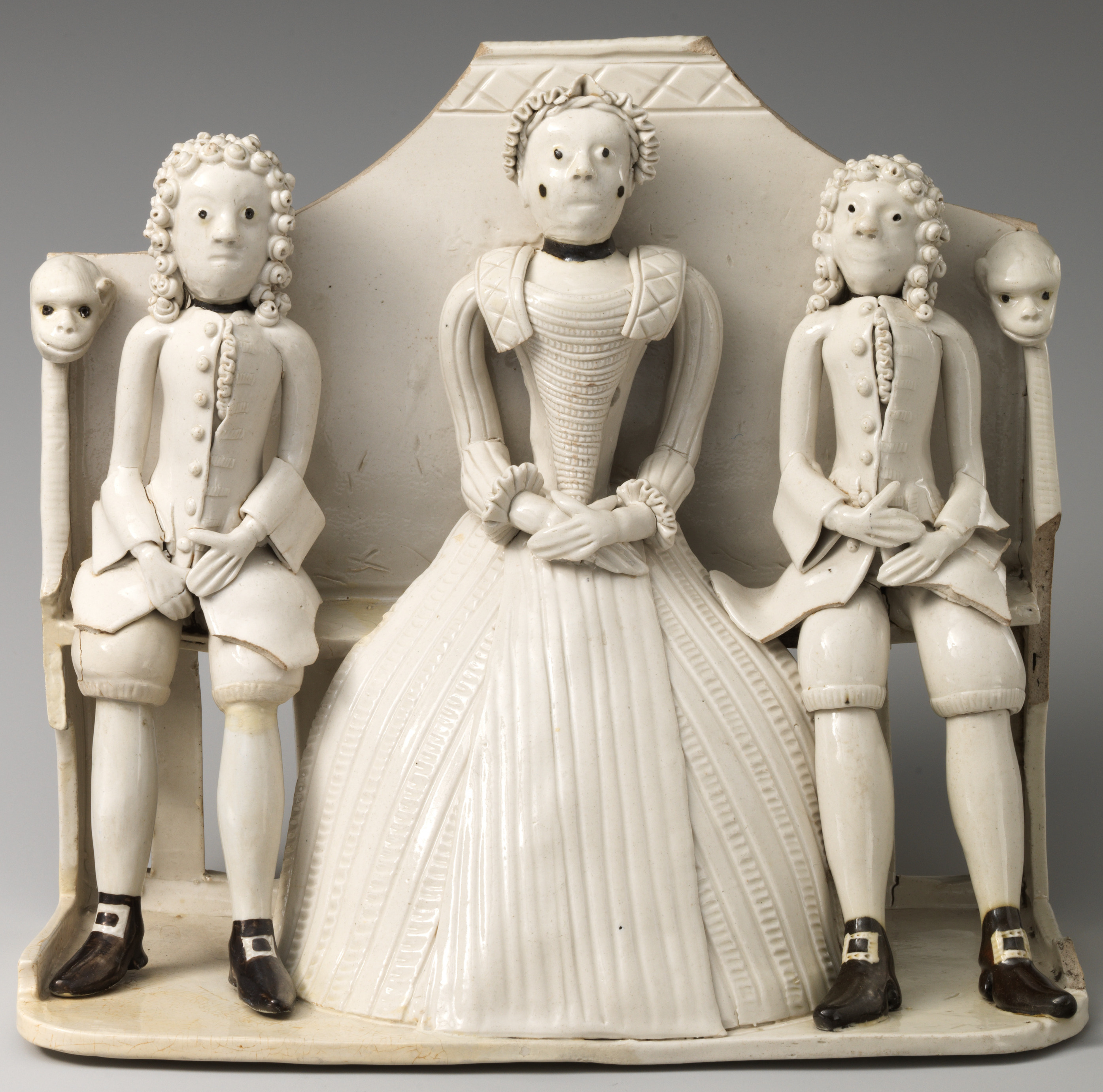
Nhóm Pew của nhân vật Staffordshire, Anh, c. 1745, đồ đá muối. 7 1/2 × 8 3/8 in. (19,1 × 21,3 cm)

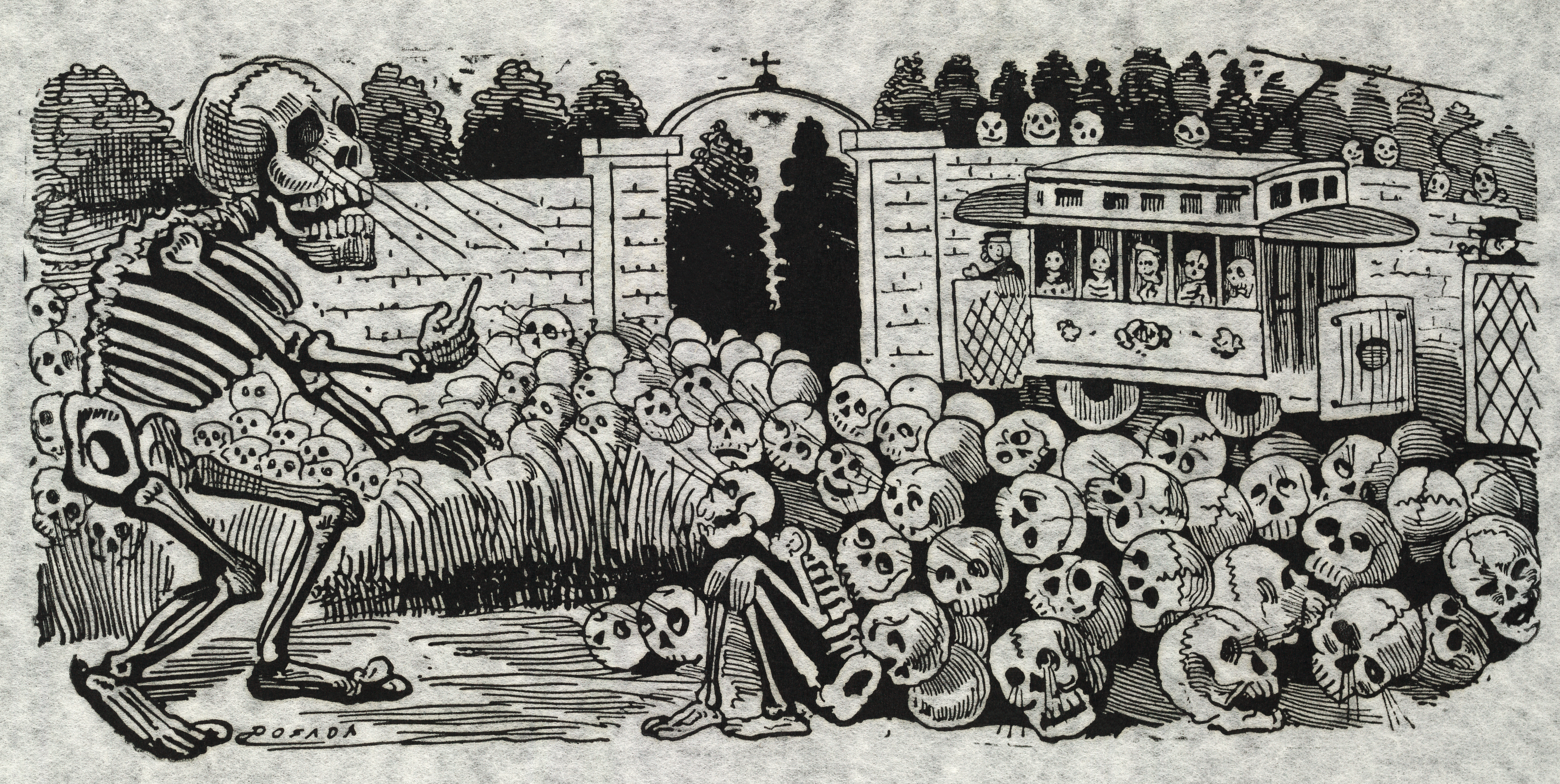
"Gran calavera eléctrica" của tác giả Jose Guadalupe Posada, Mexico, 1900-1913

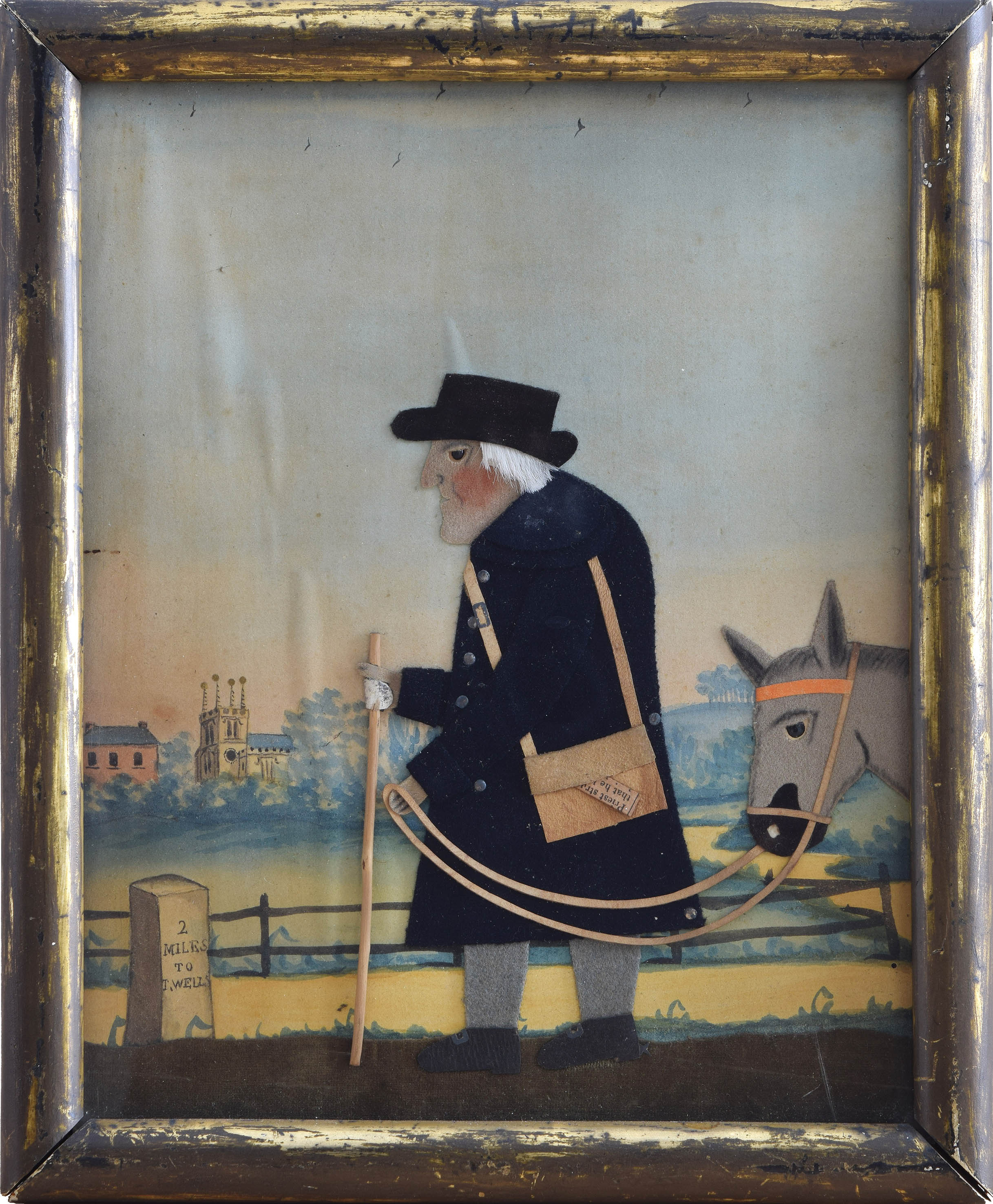
"Old Bright, Người đưa thư", George Smart, 1830s

Nghệ thuật dân gian bao gồm tất cả các hình thức nghệ thuật thị giác được thực hiện trong bối cảnh văn hóa dân gian. Các định nghĩa khác nhau, nhưng nhìn chung các đối tượng có một số tiện ích thực tế, thay vì chỉ trang trí. Các nhà sản xuất nghệ thuật dân gian thường được đào tạo trong một truyền thống phổ biến, thay vì theo truyền thống mỹ thuật của văn hóa. Thường có sự chồng chéo, hoặc tranh cãi, với nghệ thuật ngây thơ, nhưng trong các xã hội truyền thống nơi nghệ thuật dân tộc vẫn được sáng tạo ra, thuật ngữ đó thường được sử dụng thay vì "nghệ thuật dân gian".
Các loại đối tượng được thuật ngữ này thay đổi đáng kể và đặc biệt là "các loại sản phẩm văn hóa khác nhau được hiểu theo cách sử dụng của nó ở Châu Âu, nơi thuật ngữ này bắt nguồn và ở Hoa Kỳ, nơi nó được phát triển thành các trường phái khác nhau. " 

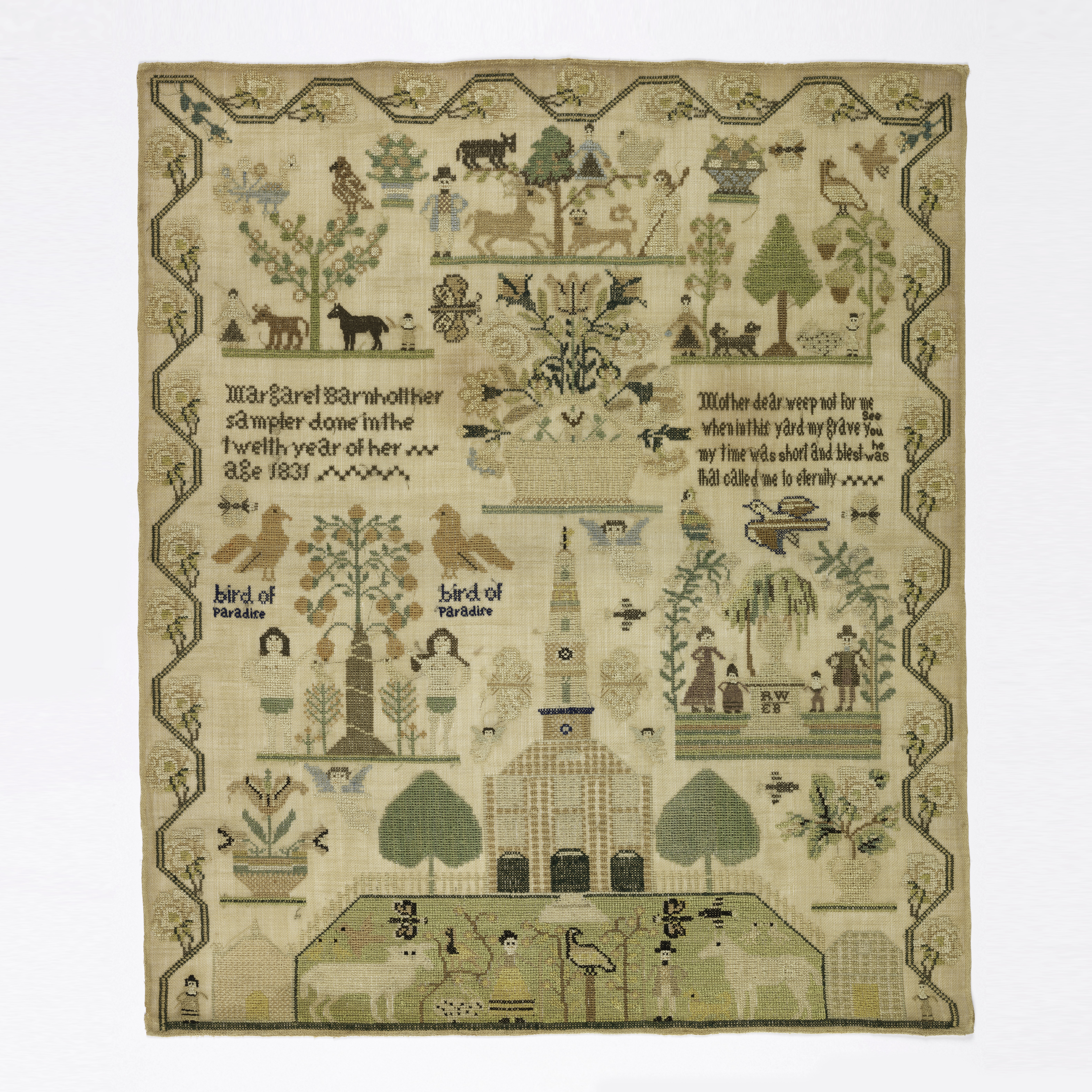
Sampler của Mỹ, 1831

Nghệ thuật dân gian bắt nguồn từ và phản ánh đời sống văn hóa của một cộng đồng. Chúng bao gồm cơ thể của văn hóa biểu cảm gắn liền với các lĩnh vực văn hóa dân gian và di sản văn hóa. Nghệ thuật dân gian hữu hình bao gồm các đối tượng trong lịch sử được chế tác và sử dụng trong một cộng đồng truyền thống. Nghệ thuật dân gian phi vật thể bao gồm các hình thức như âm nhạc, khiêu vũ và cấu trúc kể chuyện. Mỗi nghệ thuật này, cả hữu hình và vô hình, ban đầu được phát triển để giải quyết một nhu cầu thực sự. Một khi mục đích thực tế này đã bị mất hoặc bị lãng quên, không có lý do gì để truyền thêm trừ khi đối tượng hoặc hành động đã được thấm nhuần ý nghĩa vượt quá thực tiễn ban đầu của nó. Những truyền thống nghệ thuật quan trọng và không ngừng hồi sinh này được hình thành bởi các giá trị và tiêu chuẩn xuất sắc được truyền từ thế hệ này sang thế hệ khác, thường là trong gia đình và cộng đồng, thông qua trình diễn, trò chuyện và thực hành.

## Sách tham khảo
- Bauman, Richard (1971). "Differential Identity and the Social Base of Folklore". The Journal of American Folklore. Quyển 84 số 331. tr. 31–41. doi:10.2307/539731. JSTOR 539731.
- Ben-Amos, Dan (1997a). "Performance". Trong Green, Thomas (biên tập). Folklore An Encyclopedia of Beliefs, Customs, Tales, Music, and Art. Santa Barbara, CA: ABC-CLIO. tr. 630–35.
- Bronner, Simon J. (1986). "Folk Objects". Trong Oring, Elliott (biên tập). Folk Groups And Folklore Genres: An Introduction. Logan, UT: Utah State University Press. tr. 199–223.
- Bronner, Simon J. (1986a). Grasping Things: Folk Material Culture and Mass Society in America. Lexington: University Press of Kentucky.
- Congdon, Kristin G. (1996). "Art, Folk". Trong Brunvand, Jan Harald (biên tập). American Folklore, an Encyclopedia. New York, London: Garland Publishing. tr. 46–53.
- Glassie, Henry (1972). "Folk Art". Trong Dorson, Richard (biên tập). Folklore and Folklife: an Introduction. Chicago: University of Chicago Press. tr. 253–280.
- Dundes, Alan (1980). Interpreting Folklore. Bloomington and Indianapolis: Indiana University Press.
- Gabbert, Lisa (1999). "The "Text/Context" Controversy and the Emergence of Behavioral Approaches in Folklore" (PDF). Folklore Forum. Quyển 30 số 112. tr. 119–128.
- Glassie, Henry (1976). Folk Housing in Middle Virginia: Structural Analysis of Historic Artifacts. Univ of Tennessee Press. ISBN 9780870491733.
- Glassie, Henry (1992). "The Idea of Folk Art". Trong Vlach, John Michael; Bronner, Simon (biên tập). Folk Art and Art Worlds. Logan, Utah: Utah State University Press. tr. 269–274.
- Glassie, Henry (1999). Material Culture. Bloomington, IN: Indiana University Press.
- Jones, Michael Owen (1975). The Handmade Object and its Maker. Berkeley, Los Angeles, London: University of California.
- Jones, Michael Owen (1997). "Art, Folk". Trong Green, Thomas (biên tập). Folklore An Encyclopedia of Beliefs, Customs, Tales, Music, and Art. Santa Barbara, CA: ABC-CLIO. tr. 56–60.
- Joyce, Rosemary (1992). ""Fame don't make the Sun any cooler": Folk artists and the Marketplace". Trong Vlach, John Michael; Bronner, Simon (biên tập). Folk Art and Art Worlds. Logan, Utah: Utah State University Press. tr. 225–241.
- Kubler, George (1980). "The Arts: Fine and Plain". Trong Quimby, Ian M.G.; Swank, Scott T. (biên tập). Perspectives on American folk art. New York: Winterthur. tr. 234–246.
- Kubler, George (1962). The shape of time: Remarks on the History of Things. New Haven and London: Yale University Press.
- Pocius, Gerald L. (1995). "Art". The Journal of American Folklore. Quyển 108 số 430. tr. 413–431. doi:10.2307/541654. JSTOR 541654.
- Rahmen, Sabrina (2007). "INDUSTRIALIZING FOLK ART Aesthetic Transformation in Alois Riegl's Volkskunst, Hausfleiß und Hausindustrie (1894)" (PDF). Kakanien Revisited: Emergenzen.
- Riegl, Alois (1894). Volkskunst, Hausfleiss, und Hausindustrie. Berlin.{{Chú thích sách}}:  Quản lý CS1: địa điểm thiếu nhà xuất bản (liên kết)
- Roberts, Warren (1972). "Folk Crafts". Trong Dorson, Richard (biên tập). Folklore and Folklife: an Introduction. Chicago: University of Chicago Press. tr. 233–252.
- Santino, Jack (1992). "Tradition and Creativity in Halloween Folk Art". Trong Vlach, John Michael; Bronner, Simon (biên tập). Folk Art and Art Worlds. Logan, Utah: Utah State University Press. tr. 151–169.
- Schenda, Rudolf (1970). Volk ohne Buch. Studien zur Sozialgeschichte der populaeren Lesestoffe 1770–1910. Frankfurt am Main 1970: Klostermann. ISBN 3-465-01836-2.{{Chú thích sách}}:  Quản lý CS1: địa điểm (liên kết)
- Sims, Martha; Stephens, Martine (2005). Living Folklore: Introduction to the Study of People and their Traditions. Logan, UT: Utah State University Press.
- Teske, Robert (1986). "'Crafts Assistance Programs' and Traditional Crafts" (PDF). New York Folklore. Quyển 12.
- Toelken, Barre (1996). The Dynamics of Folklore. Logan, UT: Utah State University Press.
- Vlach, John Michael; Bronner, Simon (1992). "Introduction to the New Edition". Trong Vlach, John Michael; Bronner, Simon (biên tập). Folk Art and Art Worlds. Logan, Utah: Utah State University Press. tr. xv–xxxi.
- Vlach, John Michael (1992). "Properly Speaking: The need for Plain Talk about Folk Art". Trong Vlach, John Michael; Bronner, Simon (biên tập). Folk Art and Art Worlds. Logan, Utah: Utah State University Press. tr. 13–26.
- Vlach, John Michael (1996). "Index of American Design". Trong Brunvand, Jan Harald (biên tập). American Folklore, an Encyclopedia. New York, London: Garland Publishing. tr. 389–390.
- Vlach, John (1997). "Material Culture". Trong Green, Thomas (biên tập). Folklore An Encyclopedia of Beliefs, Customs, Tales, Music, and Art. Santa Barbara, CA: ABC-CLIO. tr. 540–544.
- Wertkin, Gerard C. (2004). "Introduction". Trong Wertkin, Gerald C. (biên tập). Encyclopedia of American Folk Art. New York, London: Routledge. tr. xxvii–xxxiii.
- Williams, Raymond (1985). Keywords: A Vocabulary of Culture and Society. USA: Oxford University Press.
- MM Hoque and SS Mostafizur Rahman, Wari-Bateshwer, Banglapedia: The National Encyclopedia of Bangladesh, Asiatic Society of Bangladesh, Dhaka, Retrieved; ngày 11 tháng 1 năm 2013